# Lionboy
Lionboy (Originalsprache Englisch, Originaltitel Lionboy), eine Kinderbuch-Trilogie des britischen Autorenteams Zizou Corder, wurde zuerst 2003 bei Puffin Books in London veröffentlicht. Zizou Corder ist ein Schriftstellerteam bestehend aus Mutter und Tochter: Louisa Young und der zehnjährigen Isabel Adomakoh. Isabels Vater stammt aus Ghana und liefert der Geschichte den wichtigen afrikanischen Handlungsstrang. So erwirbt der Hauptdarsteller seine Kenntnis der Katzensprache in Afrika, als er versehentlich von einem Leopardenjungen gekratzt wird. Dem Text mitgeliefert sind Lieder und Reime aus Ghana und einige Zeichnungen.
Die Trilogie umfasst die Bände:
- „Lionboy – Die Entführung“ (Originaltitel Lionboy), ISBN 3-446-20513-6
- „Lionboy – Die Jagd“ (Originaltitel Lionboy: The Chase), ISBN 3-446-20602-7
- „Lionboy – Die Wahrheit“ (Originaltitel Lionboy: The Truth), ISBN 3-446-20641-8

## Inhalt

### Handlung

#### Band 1 (Die Entführung)
Charlie Ashantis Eltern sind Wissenschaftler; sie leben in der nahen Zukunft in London und Asthma ist eine richtiggehende Seuche geworden. Charlies Mutter hat eine Formel entdeckt, mit der die Krankheit geheilt werden könnte, doch dann wird sie mit Charlies Vater zusammen von Gangstern entführt, angeheuert von einem skrupellosen Pharmasyndikat. Auf der Suche nach seinen Eltern verwendet Charlie seine Geheimwaffe: Er spricht Katz, und damit kann er sowohl mit Katzen als auch mit echten Löwen sprechen.
Durch Zufall gelingt es Charlie als blinder Passagier an Bord der Circe zu gehen, die sich als schwimmender Zirkus entpuppt, bevölkert von Clowns, Trapezkünstlern, Seiltänzern, Akrobaten und sogar einer Lady mit Vollbart. Die Stars der Manege sind die Löwen, woraus sich bald ergibt, dass Charlie und sie Freunde werden. Der Löwenbändiger Maccomo ist ein Fiesling, der seine Tiere mit Drogen betäubt, und es kommt zur klassischen Verfolgungsjagd, die durch Paris und auf den Orientexpress führt, direkt in den Privatwaggon des Königs von Bulgarien nach Venedig.

#### Band 2 (Die Jagd)
Im halb im Wasser versunkenen Venedig, wo wieder ein Doge regiert, halten sich Charlie und die Löwen im Palais des Königs von Bulgarien auf. Der König ist nach Bulgarien weitergefahren. Der Geheimdienstchef des Königs will aus diplomatischen Gründen die Löwen dem Dogen zum Geschenk machen und hält diese und Charlie daher in dem Palais fest. Es gelingt Charlie schließlich mit Hilfe der Löwen und eines befreundeten Gondoliere, der die venezianische Bevölkerung gegen den korrupten Dogen mobilisiert, den Dogen zu stürzen. Sie fahren mit einem Solar-Schnellboot nach Essaouira in Marokko, der Heimat sowohl der Löwen als auch des Löwenbändigers. In Essaouira trifft Charlie auch wieder auf seine Eltern, die von einer mit Charlie befreundeten Katze aus einem Lager des Syndikats befreit wurden. In diesem Lager werden die Insassen nicht mit brutaler Gewalt, sondern durch eine in die Atemluft gemischte Droge gefügig gemacht. Charlie kann mit den Löwen Maccomo überwältigen; die Löwen kehren zu ihrer Gruppe heim, wo einige ältere sie noch kennen. Maccomo nehmen sie mit und versprechen, ihn auf unbestimmte Zeit gefangenzuhalten.

#### Band 3 (Die Wahrheit)
In Essaouira gelingt es Maccomo, sich zu befreien und Charlie auf ein Schiff zu entführen. Auch die Katze, die die Eltern befreit hat, und ein Chameleon, das Menschen- und Tiersprachen beherrscht, sind auf das Schiff gekommen. Eltern und Freunde mieten ihrerseits Schiffe und fahren hinterher, mit einigen der Löwen als blinde Passagiere. Alle fahren (teils mit Umwegen) nach Westen in Richtung Karibik zum Hauptquartier des Syndikats. Dort soll Charlie durch die Atemdroge für das Syndikat gewonnen werden, ist aber gegen die Droge immun, was er geheim hält. Charlies Vater, der durch eine zuvor erworbene Antidroge ebenfalls immun ist, kann sich unter dem Vorwand, jetzt für das Syndikat arbeiten zu wollen, als Forscher in das Hauptquartier einschleichen. Es gelingt Charlie und seinem Vater, die Vergiftung der Luft zu unterbinden; es kommt zum Aufstand im Hauptquartier und zum guten Ende.

### Personen

#### Charlie und seine Familie
- Charlie Ashanti(12 Jahre)
- Aneba Ashanti, sein Vater
- Magdalen Start, seine Mutter
- Mabel Stark, seine Tante, was er jedoch erst am Ende des zweiten Bandes erfährt
- Rafi Sadler, sein Cousin, was er auch erst am Anfang des dritten Bandes erfährt und bis zum Ende für sich behält

#### Die Löwen
- Der junge Löwe, der abenteuerlichste der Löwen und Charlies bester Freund
- Der älteste Löwe, Vater von Elsina und dem jungen Löwen
- Die drei Löwinnen, sie sprechen sehr wenig, sie haben unterschiedliche Farben, eine ist gelblich, die andere hat einen ins Silberne, die letzte ist bronzefarben
- Elsina, das junge Löwenmädchen
- Primo, eigentlich kein Löwe, sondern ein Smilodon fatalis, der in einem Labor durch DNS geklont wurde

#### Andere Tiere
- Sergei, ein frecher, hartnäckiger nord-englischer Kater, der zu Charlies engsten Verbündeten gehört
- Ninu, ein kluges Chamäleon, das fast alle Sprachen kennt, sogar die von Computern
- Troy, Rafis Hund

#### Thibaudets Königlicher Schwimmender Zirkus und die Philharmonische Kunstreiterakademie
- Major Maurice Thibaudet, der Besitzer des Schwimmenden Zirkus
- Maccomo, der grausame Dompteur der Löwen, der auf Charlie wegen seiner Fähigkeit Katz zu sprechen neidisch ist. Maccomo füllte sie jahrelang mit Drogen ab, damit sie bei der Show auch brav blieben. Charlie, der den Löwen helfen will zu entkommen, benutzt Maccomos Drogen, um ihn selbst zu betäuben. Als die Löwen entkommen sind, reist er nach Marokko, wo er Charlie und die Löwen erwartet. Doch die Löwen überwältigen ihn und nehmen ihn gefangen. Er kann jedoch entkommen und entführt – nun noch wütender – Charlie und bringt ihn zum Hauptsitz des Syndikats, auf San Antonio in der Nähe Haitis.
- Pirouette, Starartistin am Trapez, hat ein gutes Verhältnis zu Charlie
- Madame Barbue, die bärtige Lady, versteht sich gut mit Charlie
- Mabel Stark, Ex-Freundin Maccomos, Tigerdompteuse (ihre Tiger lieben sie, nicht wie Maccomos Löwen)
- Hans, ein Junge in Charlies Alter, lehrt das gelehrte Schwein
- Julius, ein Junge in Charlies Alter, Sohn eines Clowns
- die Zwillinge, zwei Mädchen die immer dasselbe sagen
- der Ungar, der mit den dressierten Bienen arbeitet
- Aero Diabolo, Seiltänzer mit den Zwillingen zusammen

#### Venedig
- König Boris von Bulgarien, ein kindlicher und lustiger Mann, der Charlie alle Hilfe anbietet, die er ihm geben kann.
- Edward, die Rechte Hand von König Boris. Er begleitet Charlie zum Palazzo Bulgaria in Venedig, da König Boris nach Bulgarien ::weiterfahren muss. Er soll Charlie und den Löwen helfen, nach Afrika zu kommen, hat aber andere Pläne. Er will die Löwen dem ungeliebten Dogen Venedigs schenken, da er zu König Boris kein gutes Verhältnis hat. Charlie aber bemerkt den Schwindel und kann mithilfe der Gondolieri den Dogen stürzen.
- Claudio, der persönliche Gondoliere von König Boris, half bei dem Sturz des Dogen
- Der Doge, der korrupte und egoistische Herrscher von Venedig, der gestürzt wird.

#### Das Syndikat und seine Mitarbeiter
- Rafi Sadler, der Charlie und seine Eltern entführte, um seinen Geldbeutel zu füllen, selbst aber Opfer des Syndikats wird, er ist außerdem Charlies Cousin
- Winner and Sid, Verbrecher die mit dem Transport von Charlies Eltern beauftragt wurden
- Sally Ann, Mitarbeiterin, Charlies persönliche Begleiterin auf San Antonio
- Tante Tante, Mitarbeiterin
- Der Obervorstandsvorsitzende, der Chef des Syndikats, lässt sich von seiner eigenen gehirnwäschenden Luft betäuben
- Alex, Mitarbeiter, Assistent von Charlie’s Vater Aneba auf der Syndikats Insel San Antonio

### Weltbild
Die Geschichte spielt in der nahen Zukunft. Das Öl ist fast ganz aufgebraucht, nur reiche Menschen haben die Erlaubnis mit Benzinautos zu fahren, denn die Autos brauchen nicht nur Benzin, sondern verursachen auch noch Asthma, die zu dieser Zeit schlimmste Krankheit. Flugzeuge können nicht mehr fliegen, die Schifffahrt ist wieder dominierend. Die Welt scheint effizient mit Solar- und Windkraft zu funktionieren.
Die Supermacht wird nur als Imperium bezeichnet und im Text gibt es Hinweise, dass dies die derzeitigen USA sind. Europa scheint unter der Kontrolle dieses Imperiums zu stehen. Die Welt hat sich durch die globale Erwärmung und andere natürliche Einflüsse stark verändert. Das beste Beispiel ist Venedig, das durch den steigenden Wasserspiegel halb im Meer versunken ist.

## Rezeption

### Wirkungsgeschichte
Die Trilogie wurde in 36 Sprachen übersetzt.
Die Filmrechte für Lionboy wurden nach Angaben von Louisa Young sowohl an Dreamworks, wie auch an Warner Bros verkauft. Im Jahr 2013 produzierte die Theatergruppe Complicité jedoch eine Show nach den Lionboy-Büchern, die bis 2015 international tourte.